# HTC One Mini
HTC One Mini是臺灣手機公司HTC開發的中階智慧手機。搭載Android作業系統、HTC Sense使用者介面，宏達電花1200萬美金(3.6億新台幣)請明星小勞勃道尼來做宣傳。